# Orthosia pulchella
Orthosia pulchella là một loài bướm đêm trong họ Noctuidae.